# Comté de Franklin (Arkansas)
Pour les articles homonymes, voir Comté de Franklin.
Le comté de Franklin est un comté de l'État de l'Arkansas aux États-Unis. Au recensement de 2010, il comptait 18 125 habitants. Ses chefs-lieux sont Ozark (pour le district nord) et Charleston (pour le district sud).

## Histoire
Le comté de Franklin fut détaché de celui de Crawford en décembre 1837. En ce temps, Franklin était beaucoup plus large qu'il ne l'est maintenant étant donné qu'il englobait une partie de l'actuel comté de Logan, fondé en 1871. 
Initialement le comté n'avait qu'une seule cour de justice, située à Ozark. Plus tard, après l'émergence de plaintes concernant la difficulté de traverser la rivière, une nouvelle cour fut bâtie à Charleston dans les années 1890. 
L'émission de télé-réalité The Simple Life, avec Nicole Richie et Paris Hilton, fut tournée à Altus en 2003. 

## Géographie
Selon le Bureau de recensement, le comté a une superficie totale de 620 miles carrés (1 600 km2), dont 609 miles carrés (1 580 km2) sont composés de terre et 11 miles (28 km2) (1,7 %) sont composés d'eau. 

### Routes principales
- Interstate 40
- U.S. Highway 64
- Highway 22
- Highway 23
- Highway 41
- Highway 60
- Highway 96

### Comtés adjacents
- Madison (nord)
- Johnson (est)
- Logan (sud-est)
- Sebastian (sud-ouest)
- Crawford (ouest)

### Aire nationale protégée
- Forêt nationale d'Ozark (une partie)

## Démographie
| 1840  | 1850  | 1860  | 1870  | 1880   | 1890   |
| ----- | ----- | ----- | ----- | ------ | ------ |
| 2 665 | 3 972 | 7 298 | 9 627 | 14 951 | 19 934 |

| 1900   | 1910   | 1920   | 1930   | 1940   | 1950   |
| ------ | ------ | ------ | ------ | ------ | ------ |
| 17 395 | 20 638 | 19 364 | 15 762 | 15 683 | 12 358 |

| 1960   | 1970   | 1980   | 1990   | 2000   | 2010   |
| ------ | ------ | ------ | ------ | ------ | ------ |
| 10 213 | 11 301 | 14 705 | 14 897 | 17 771 | 18 125 |